# Operation Davy Jones’ Locker
Die Operation Davy Jones’ Locker war eine Aktion der Streitkräfte der Vereinigten Staaten und der Streitkräfte des Vereinigten Königreichs von 1946 bis 1948 zur Vernichtung der deutschen chemischen Waffen nach dem Ende des Zweiten Weltkriegs in Deutschland.

## Hintergrund
Als die Alliierten das Deutsche Reich besetzten, wurden sie mit etwa 65.000 bis 70.000 Tonnen chemischer Kampfstoffe konfrontiert.
| Typ              | Menge (Tonnen) |
| ---------------- | -------------- |
| Chloracetophenon | 7.100          |
| Clark I          | 1.500          |
| Clark II         | 100            |
| Adamsit          | 3.900          |
| Arsinöl          | 7.500          |
| Phosgen          | 5.900          |
| S-Lost           | 25.000         |
| N-Lost           | 2.000          |
| Tabun            | 12.000         |

Die hier angegebenen Mengen sind die reine Menge an Kampfstoff. Da dieser oft in Granaten gefüllt war, ergibt sich eine wesentlich größere Masse (Gewicht) an versenkter Munition.
Bereits vor der Besetzung Deutschlands hatte man sich Gedanken gemacht, wie man mit den deutschen Chemiewaffen umgehen wollte. Zur Auswahl standen:
- Versenkung der Munition in Kalibergwerkschächte
- industrielle Zerlegung der Munition
- Versenkung auf hoher See (deep sea dumping)

Da die Zeit drängte und man es mit großen Massen an Munition zu tun hatte, entschied man sich dafür, die Munition zu versenken.

## Ablauf der Operation

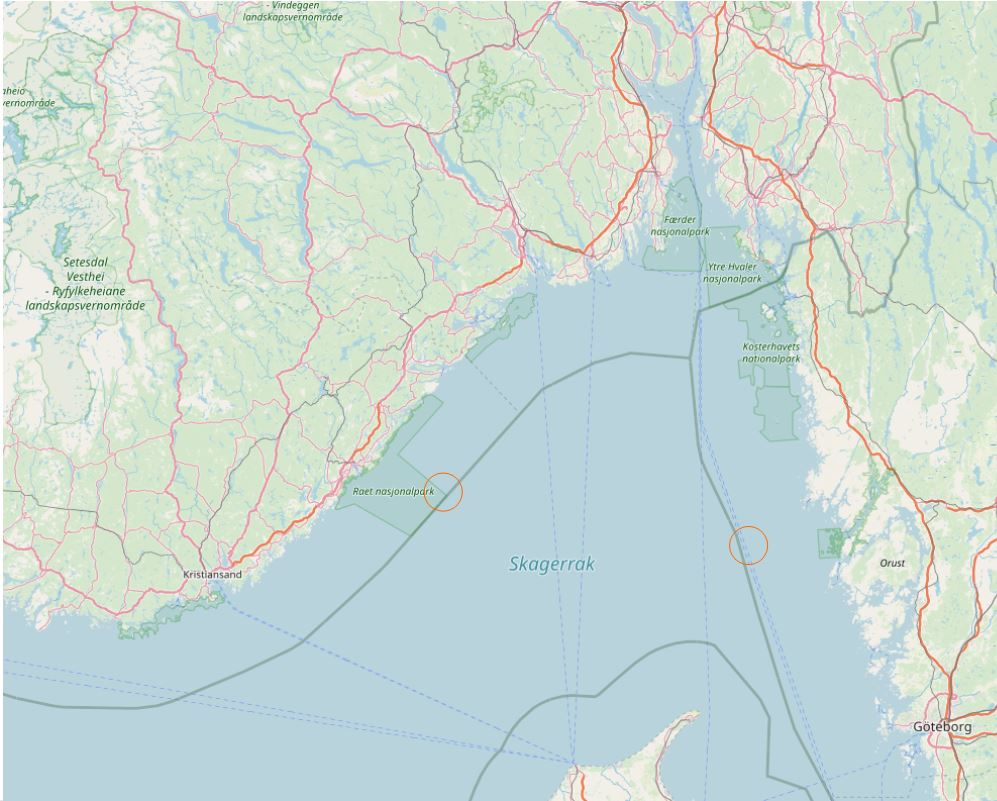
Versenkungsgebiete der Operation Davy Jones’ Locker

Die Munition wurde in den Häfen Kiel und Emden, teilweise auch Flensburg, auf vorbereitete Hulks verladen und im Konvoy, meist bestehend aus den Hulks, einem Schlepper und einem bewaffneten Begleitboot, ins Versenkungsgebiet verbracht. Die Hulks waren vorab in den Werften vorbereitet worden, indem man zum schnellen Sinken die Zwischenschotten entfernte, außerdem achtete man beim Beladen darauf, sowohl über als auch unter den Chemiewaffen konventionelle Munition zu stauen, um ein mögliches Auftreiben zu verhindern.
Im Versenkungsgebiet wurden die Hulks mit Hilfe vorbereiteter Sprengladungen versenkt; wenn dies nicht gelang, wurden die Schiffe durch Beschuss mit Bordwaffen versenkt.
Die norwegische Regierung erteilte die Erlaubnis, die Waffen vor ihrer Küste 25 sm südöstliche von Arendal auf einer Fläche von 14 km × 4 km und in einer Tiefe von 600 m bis 700 m sowie vor Måseskär zu versenken.

### Versenkungsgebiet Arendal
- Etwa 19 sm bis 25 sm südöstlich von Arendal
- Fläche 14 km × 4 km
- Tiefe 600 m bis 700 m

Es wurden mit 14 Konvois insgesamt 38 Schiffe mit Munition versenkt.

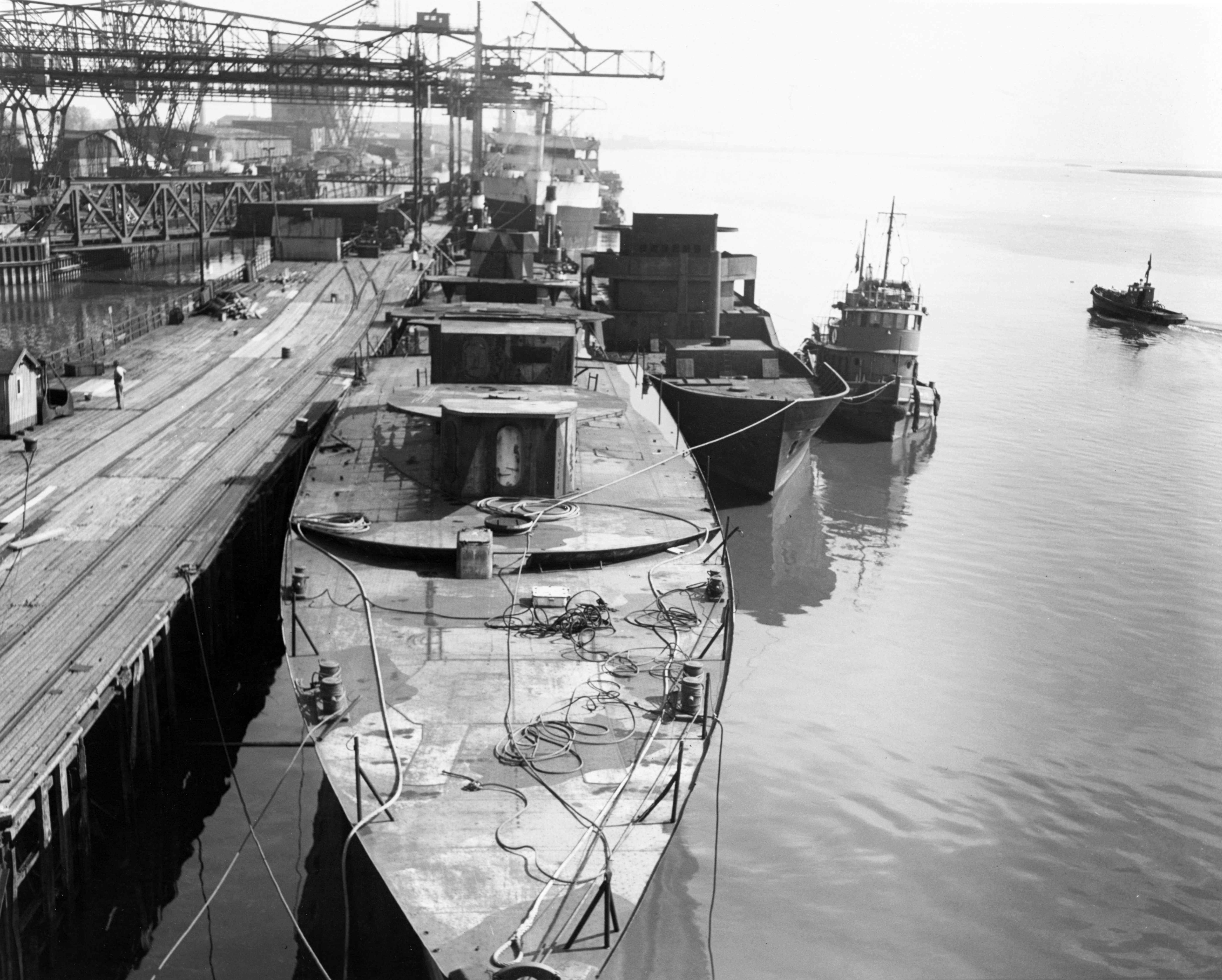
T 63 und Kriegssperrbrecher 13 (KSB 13), im Hintergrund die Alcoa Banner in Nordenham

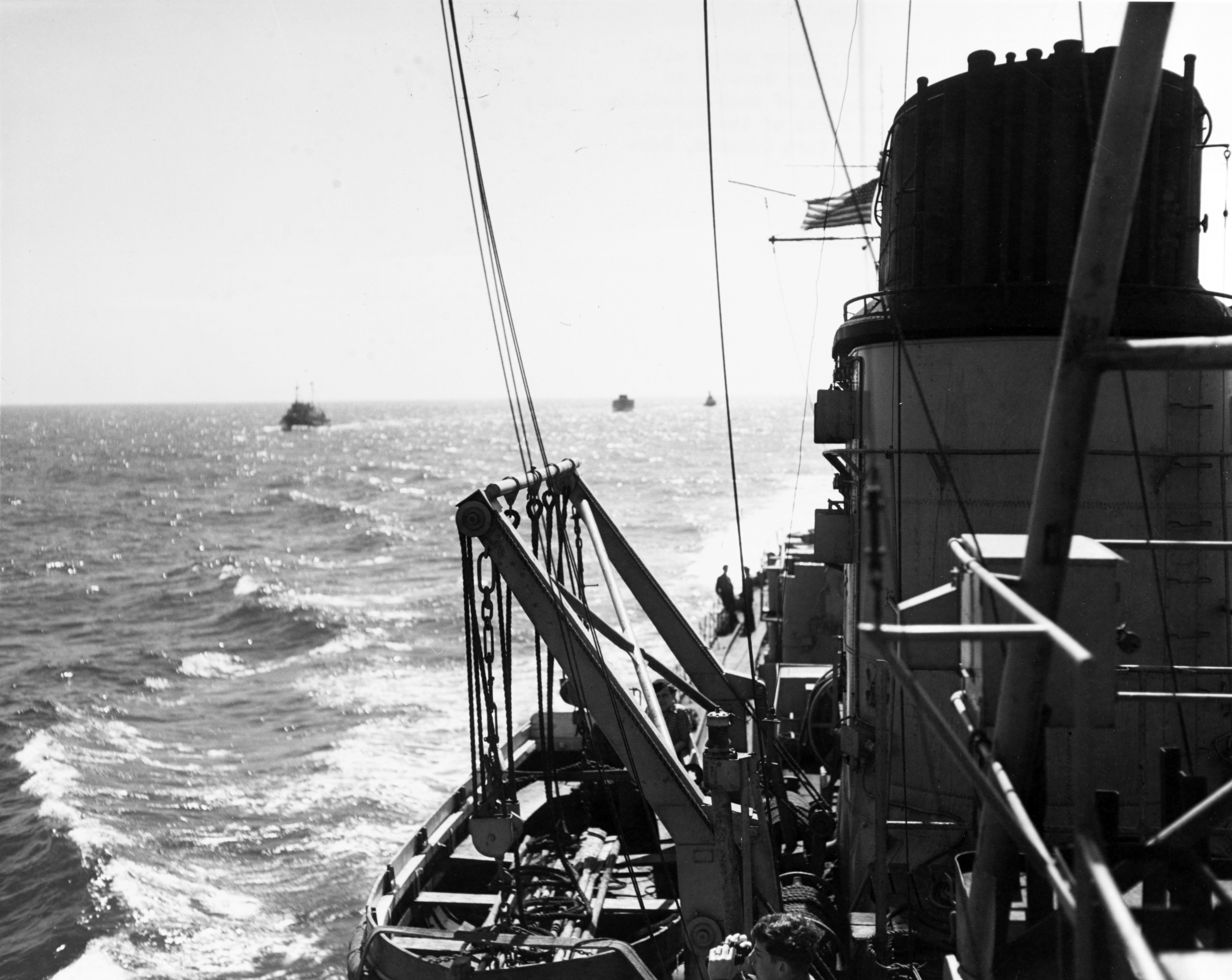
Auf dem Weg zur Versenkung

Von den USA versenkte Schiffe waren unter anderem:
- T 63 ⊙ beladen mit 1.526 to. Munition
- UJ 305 (KFK 541) ⊙ beladen mit 671 to. Munition
- George Hawley (1120 to.) ⊙
- Alcoa Banner (3097 to.) ⊙
- James Harrod (3360 to.) ⊙
- James Otis (4091 to.) ⊙
- James Sewell (4480 to.) ⊙
- Nesbitt (6720 to.) ⊙
- Kriegssperrbrecher 3 ⊙ beladen mit 1349 to. Munition[6]

Vom UK versenkte Schiffe waren unter anderem:
- Edith Howaldt (3000 to.) ⊙
- Duborg (5000 to.) ⊙
- Taurus (1000 to.) ⊙
- Emmy Friedrich (8000 to.) ⊙
- Falkenfels (10000 to.) ⊙
- Fechenheim (8036 to.) ⊙
- Hugo Oldendorff (8036 to.) ⊙
- Theda Fritzen (2466 to.) ⊙
- Jantje Fritzen (6600 to.) ⊙
- Sesostris (2,000 to.) ⊙
- Empire Severn ⊙[7]
- Eider (5000 to.) ⊙
- Ludwigshaven (1721 to.) ⊙
- Deutschland (1061 to.) ⊙
- Rhon (1061 to.) ⊙
- Patagonia (8000 to.) ⊙
- Tagila (2600 to.) ⊙
- Balkan (3500 to.) ⊙
- Drau (8000 to.) ⊙
- Oderstrom (2465 to.) ⊙
- Olga Siemers (5000 to.) ⊙
- Trude Schunemann (1500 to.) ⊙[6]
- Karl Leonhard (8000 to.) ⊙
- Lotte (2115 to.) ⊙
- Louise Schröder (1327 to.) ⊙

### Versenkungsgebiet Måseskär
- Etwa 19 sm bis 25 sm südöstliche von der Insel Måseskär
- Tiefe 190 m bis 220 m

Es wurden etwa 28 Schiffe mit Munition versenkt.
vom UK versenkte Schiffe waren unter anderem:
- Monte Pascoal (6,000 to.) ⊙[6]
- T 65 (6,000 to.)
- Schwabenland (6,000 to.) ⊙[6]
- T 38 ⊙
- T 39 ⊙
- M 16 (874 to.) ⊙
- M 522 (652 to.) ⊙
- S 7 (86 to.) ⊙
- S 9 (86 to.) ⊙
- S 12 (92 to.) ⊙
- F 192 (240 to.) ⊙
- TF 1 (489 to.) ⊙

### Versenkungsgebiet westliches Skagerrak (Vest-Agder)
- T 21 (1098 to.) ⊙
- T 37 (2190 to.) ⊙
- M 280 (775 to.) ⊙
- Z 29 (2657 to.) ⊙
- Z 34 (2657 to.) ⊙
- V 156 (Bremse) (796 to.) ⊙

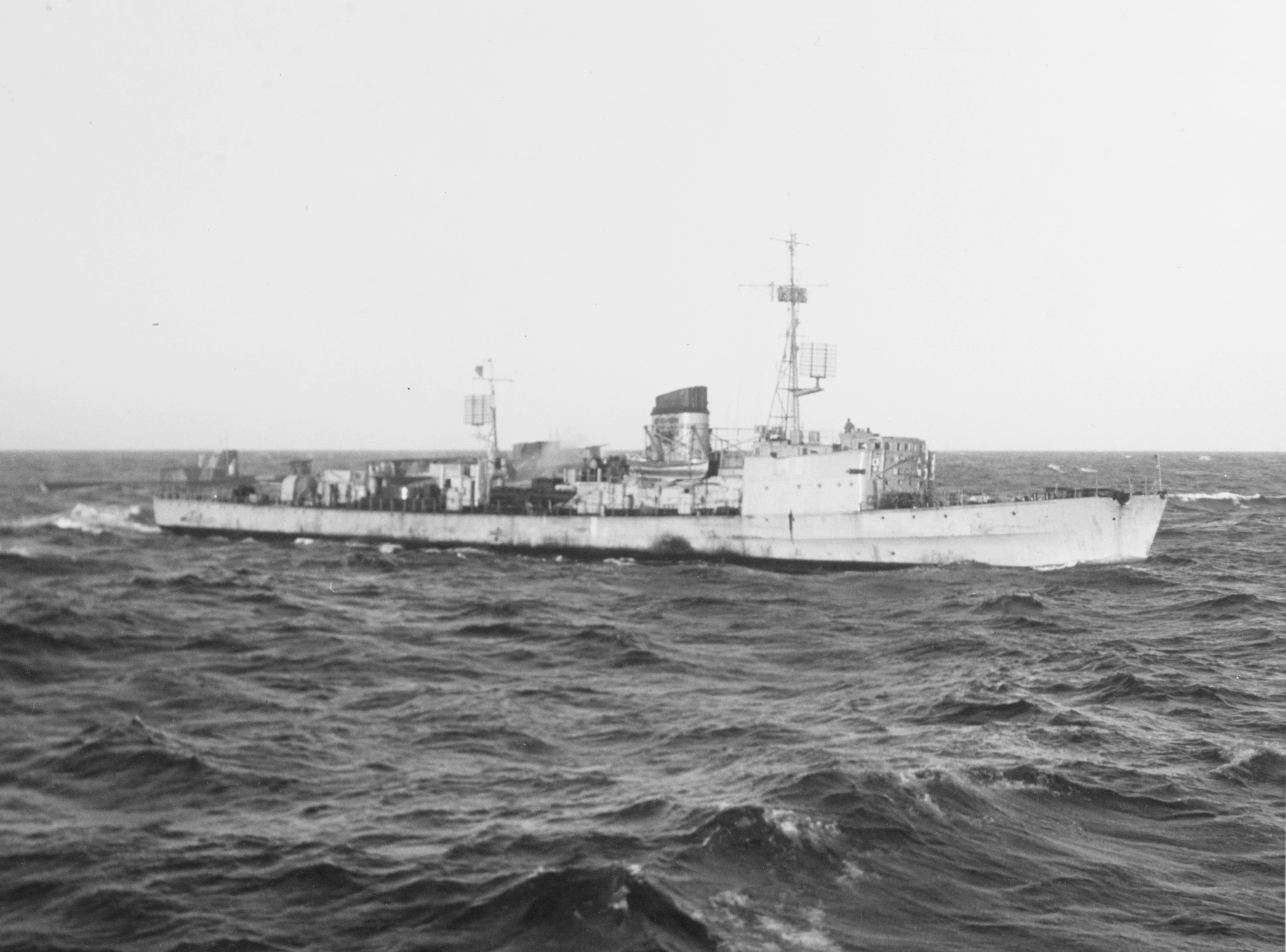
T 21 auf dem Weg zur Versenkung

- V 190 (Claus von Bevern) (796 to.) ⊙
- Leipzig (6515 to.) ⊙[10]

### Versenkungsgebiet Tampen
Nach Protesten wurden zwei zusätzliche Schiffe in Tampen auf 1000 m versenkt. Die Schiffe waren:
- Marcy (2,800 to.) ⊙
- Philip Heiniken (2,240 to.) ⊙[6]